# Holly Pond, Alabama
Holly Pond là một thị trấn thuộc quận Cullman, tiểu bang Alabama, Hoa Kỳ. Dân số năm 2009 là 783 người, mật độ đạt 68 người/km².